# Kontikia
Kontikia is een geslacht van op het land levende platwormen uit de familie Geoplanidae. Het geslacht werd in 1954 opgericht door Claudio Gilberto Froehlich.
De platwormen komen voor in Noord- en Zuid-Amerika, eilanden in de Atlantische Oceaan en de Indopacifische regio. Er zijn een twintigtal soorten beschreven. Verscheidene soorten zijn als invasieve soorten aangetroffen op diverse plaatsen; zo zijn Kontikia andersoni en Kontikia ventrolineata, oorspronkelijk uit Australië en/of Nieuw-Zeeland, aangetroffen op het Schotse eiland Colonsay.